# Ingrid Chávez
Ingrid Chávez Meza – peruwiańska zapaśniczka walcząca w stylu wolnym. Złota medalistka mistrzostw Ameryki Południowej w 2009, druga w 2011 i czwarta w 2013 roku.